# سندرم لی-فرامینی
سندرم لی-فرامینی (انگلیسی: Li–Fraumeni syndrome) یک اختلال نادر، اتوزومال غالب و ارثی است که افراد را مستعد ابتلا به سرطان می‌کند. این بیماری نامش را از دو پزشک آمریکایی، فردریک پـِی لی و جوزف اف. فِـرامینی جونیور گرفته شد که نخستین بار پس از بررسی سوابق پزشکی و گواهی فوتِ ۶۴۸ بیمار مبتلا به رابدومیوسارکوما در دوران کودکی، این سندرم را تشخیص دادند. این بیماری با نامِ سندرم سارکوم، پستان، لوسمی و غده فوق کلیوی (SBLA) نیز شناخته می‌شود.
این سندرم با جهش‌های ژرمینال ژن سرکوب‌گر تومور پی۵۳ مرتبط است، که یک فاکتور رونویسی (p53) را رمزگذاری می‌کند که به‌طور معمول چرخه سلولی را تنظیم می‌کند و از جهش‌های ژنومی جلوگیری می‌کند. جهش‌ها می‌توانند ارثی باشند یا از جهش‌های اولیه رویان یا در یکی از سلول‌های زایای والدین ایجاد شوند.

## علائم و نشانه‌ها
سندرم لی-فرامینی با شروع زودهنگام سرطان (در سن پائین)، انواع گسترده‌ای از سرطان‌ها و ایجاد سرطان‌های متعدد در طول زندگی مشخص می‌شود.
بدخیمی‌های کلاسیک سندرم لی-فرامینی - سارکوم، سرطان پستان، تومور مغز و تومور غدد فوق کلیوی - حدود ۸۰ درصد از تمام سرطان‌هایی را که در این سندرم رخ می‌دهد، تشکیل می‌دهند.
خطر ابتلا به هر نوع سرطان تهاجمی (به استثنای سرطان پوست) تا سن ۳۰ سالگی حدود ۵۰٪ (۱٪ در جمعیت عمومی) و ۹۰٪ در سن ۷۰ سالگی است. شروع زودرس سرطان پستان ۲۵٪ از کل سرطان‌های این سندرم را تشکیل می‌دهد و پس از آن سارکوم‌های بافت نرم (۲۰٪)، سارکوم استخوان (۱۵٪) و تومورهای مغزی - به‌ویژه گلیوبلاستوما - (۱۳٪) شیوع دارد. سایر تومورهای دیده شده در این سندرم شامل سرطان خون، لنفوم و کارسینوم قشر غدهٔ فوق کلیوی است.
حدود ۹۰ درصد از زنان مبتلا به سندرم لی-فرامینی تا سن ۶۰ سالگی به سرطان پستان مبتلا می‌شوند. اکثر این موارد قبل از ۴۵ سالگی رخ می‌دهد. زنان مبتلا به این سندرم تقریباً ۱۰۰٪ در طول زندگی خطر دچار سرطان می‌شوند. در مقابل این خطر ۷۳ درصد برای مردانِ مبتلا است. این تفاوت ممکن است به دلیل کوچکتر بودن بافت پستان در مردان و افزایش سطح استروژن در زنان باشد.
خطر بروز سارکوم، سرطان پستان زنان و بدخیمی‌های مغز استخوان در حاملان جهش ژنی بیش از ۱۰۰ برابر بیشتر از آنهایی است که در جمعیت عمومی مشاهده می‌شود.
سایر تومورهای گزارش شده در این سندرم، که البته هنوز ارتباط قطعی آنها با بیماری اثبات نشده است، شامل ملانوم، تومورهای ویلمز و سایر تومورهای کلیه، کارسینوم هپاتوسلولار، سلول زایای غدد جنسی، سرطان لوزالمعده، سرطان معده، بدخیمی شبکه سرطان روده بزرگ و سرطان پروستات است.
حدود ۸۰ درصد کودکان مبتلا به کارسینوم قشر غدد فوق‌کلیه و ۲ تا ۱۰ درصد تومورهای مغزی در دوران کودکی دارای جهش پی۵۳ هستند.